# Jean-Baptiste Lego
 Jean-Baptiste Lego  (* 13. Mai 1766 in La Flèche, Département Sarthe; † 1. Januar 1794 in Angers, Département Maine-et-Loire) war ein französischer Priester und Märtyrer.

## Leben
Vor seiner Weihe zum Diözesanpriester (Weltpriester) in Rom war Jean-Baptiste Lego als Lehrer in Briollay im Département Maine-et-Loire tätig. Nach der Niederschlagung des Aufstandes der Vendée verweigerte er den Treueeid auf die Zivilkonstitution und ging als Priester in den Untergrund. Am Weihnachtstag 1793 wurde er gemeinsam mit seinem Bruder René Lego und anderen Priestern und Laien in La Cornuaille im Département Maine-et-Loire verhaftet. Der Anführer dieser Gruppe „Die Märtyrer von Angers“, der Priester Guillaume Répin, wurde nach Angers gebracht und vom dortigen Revolutionskomitee zum Tode verurteilt. Die Hinrichtung von Jean-Baptist Lego mit der Guillotine wurde am 1. Januar 1794 in Angers, der Hauptstadt des Départements Maine-et-Loire gemeinsam mit elf Priestern vollstreckt. Die Laien dieser Gruppe wurden auf einem Feld vor der Stadt Angers erschossen und deren Leichname an Ort und Stelle verscharrt.
Am 19. Februar 1984 wurde Jean-Baptiste Lego, gemeinsam mit den anderen 98 Mitgliedern dieser Märtyrergruppe von Papst Johannes Paul II. in Rom seliggesprochen. Die Katholiken feiern das Andenken an ihn am 1. Januar.